# Мунбасата
Мунбасата (араб. الجزيرة المنبسطة) — скелястий острів на північ від Тунісу в Середземному морі. 